# Queratectomia fotorefractiva
La queratectomia fotorefractiva (en anglès Photorefractive keratectomy o PRK) i la queratomileusi subepitelial assistida per làser (en anglès laser assisted subepithelial keratectomy o laser epithelial keratomileusis o LASEK) són uns procediments de cirurgia d'ull amb làser que pretenen corregir la visió d'una persona, reduint la dependència en ulleres o lents de contacte. LASEK i PRK canvien permanentment la forma de la part central anterior de la còrnia utilitzant un làser d'excímer a ablate (treu per vaporització) una quantitat petita de teixit de l'estroma corneal al davant de l'ull, només sota l'epiteli corneal. La capa exterior de la còrnia és treta prèvia a l'ablació.
Un sistema d'ordinador segueix la posició de l'ull del pacient 60 a 4,000 temps per segon, depenent en les especificacions del làser que s'utilitzat. El sistema d'ordinador redirigeix el pols del làser per precisar la col·locació del làser. La majoria de làsers moderns automàticament se centrarien en l'eix visual del pacient i pararien si l'ull es mogues fora de gamma.
La capa externa de la còrnia o l'epiteli és una capa suau i de ràpida recuperació en contacte amb la pel·lícula lacrimal que es pot reemplaçar per complet des de les cèl·lules mare limbals en pocs dies sense pèrdua de claredat. Les capes més profundes de la còrnia, a diferència de l'epiteli exterior, es troben establertes a principis de la vida i tenen una capacitat de regeneració molt limitada. Les capes més profundes, si es tornen a formar un làser o es tallen per un micròtom, es mantindran permanentment amb només una curación o remodelació limitada. 
Amb PRK, l'epiteli corneal s'elimina i es descarta, permetent que les cèl·lules es regeneren després de la cirurgia. El procediment és diferent de LASIK (queratomileusi assistida per làser), una forma de cirurgia ocular làser on es crea un penjoll permanent a les capes més profundes de la còrnia. 

## LASEK

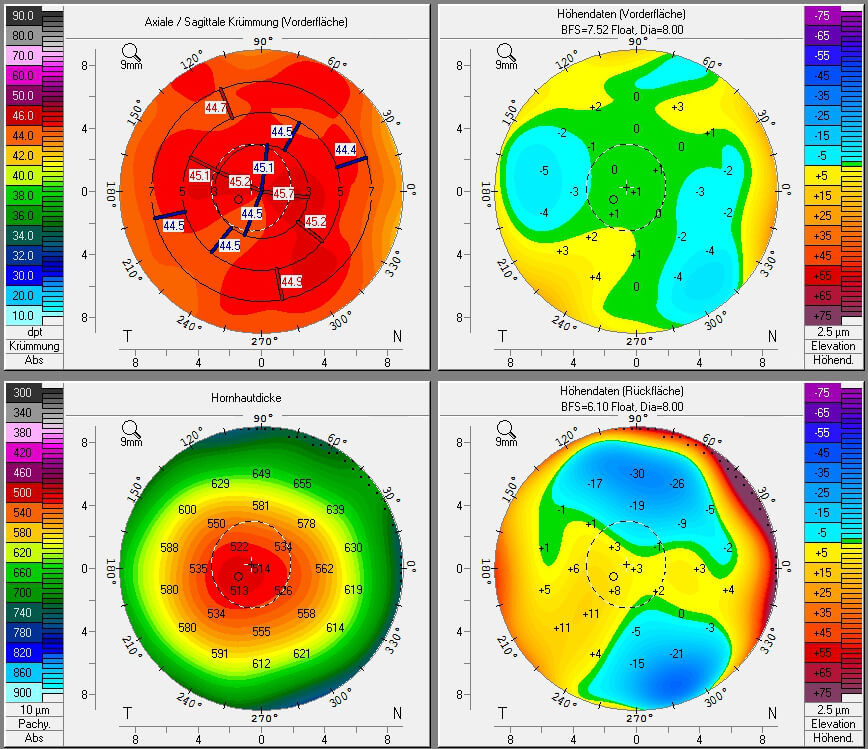
Investigació preliminar de la topografia corneal. Els mapes de prova la còrnia d'un pacient per va aixecar àrees i superfície inconsistencies.

LASEK i PRK són dos procediments diferents. Tot i que ambdós procediments interactuen amb l'epiteli damunt de la còrnia, el procediment PRK elimina això completament, mentre que LASEK esborra el material del procediment, abans de tornar a la curació després de la cirurgia amb làser. El procediment es pot utilitzar per tractar l'astigmatisme, la miopia i la hipermetropia. Durant el procediment, l'epiteli es desplaça mitjançant una solució diluïda d'alcohol. 
LASEK té avantatges sobre LASIK dins que evita va afegir les complicacions van associar amb la solapa creada durant cirurgia. El procediment també pot reduir les possibilitats de símptomes d'ull sec després que cirurgia. A causa del procediment de LASEK no requerint una solapa quirúrgica, els atletes o els individus van concernir amb el trauma introduït per la solapa pot veure beneficis a LASEK. Els pacients que porten lents de contacte tenen la necessitat de deixar de porta-les per un temps especificat abans del procediment.
Desavantatges de LASEK inclouen un temps de recuperació més llarg per visió per contrast a LASIK. Correu-pacients de cirurgia són requerits per portar una "lent" de contacte de la bena sobre l'ull, el qual no és requerit per correu de LASIK-cirurgia. Un altre desavantatge és que el pacient pot ser requerit per aplicar gotes d'ull de l'esteroide per unes quantes setmanes més llarg que d'un procediment de LASIK. La visió després del procediment de LASEK té una recuperació més llarga que LASIK poden entre cinc dies i dues setmanes per visió borrosa a correctament clar.
Quan LASEK és comparat a LASIK, LASIK pot tenir resultats millors amb calima corneal mentre LASEK té un índex més baix de complicacions de solapa que LASIK.

## Criteris bàsics
Hi ha un nombre de criteris bàsics que una persona hauria de satisfer:
- Salut ocular normal
- Edat 18 anys o més vell
- Error de refracció estable (cap noticeable canvi en l'últim any) corregible a 20/40 o més ben
- Entre −1.00 a −12.00 diòptries de Miopia
- No embarassat al temps de cirurgia
- Expectatives realistes dels resultats finals (amb una comprensió completa dels beneficis, així com els riscos possibles)
- Mida d'alumne 6 mm o menys en una habitació fosca és ideal (però alguns els làsers més nous poden ser acceptables per alumnes més grans)
- Valoració d'al·lèrgies, (p. ex., pol·len) on l'al·lèrgia pot complicar el eyelid els marges que segueixen la cirurgia que dirigeix per assecar ull.

Hi ha també algunes condicions preexistents que poden complicar o impedir el tractament.
- Collagen Malaltia vascular (p. ex., ulceració corneal o fonent)
- Malaltia ocular (p. ex., ull sec, keratoconus, glaucoma)
- Systemic Desordres (p. ex., diabetes, rheumatoid arthritis)
- Història d'efectes de costat d'esteroides
- Tipus de distròfia corneal granular II

## Complicacions possibles
Algunes complicacions que poden ser provisional o permanent inclou:
- Ulls secs[6]
- Erosions recurrents durant son
- Molt de temps guarint-se període
- Dolor[7]
- Enlluernament, halos, o starburst aberracions
- Augmentat ocular straylight
- Sota- o overcorrection
- Recurrence De miopia
- Calima corneal
- Scarring
- Reduït més acuïtat visual corregida
- Acuïtat reduïda en llum baixa
- Sensibilitat augmentada

### Ulls secs
Mentre amb altres formes de refractive cirurgia, keratoconjunctivitis sicca, colloquially referit a mentre 'ull sec,' és la complicació més comuna de PRK, i pot ser permanent. Dins més va avançar casos, les erosions recurrents ocorren durant dormir de adherence de l'epiteli corneal al superior eyelid amb moviment d'ull ràpid. Adjuvant Àcids grassos poliinsaturats (PUFAs) amb Omega alt-3 contingut abans que i després que la cirurgia millora sicca, possiblement a causa dels seus efectes d'antiinflamatori. Els menjars que contenen PUFAs incloure flax i oli de peix. PRK de raspall a denude l'epiteli, en comptes de l'alcohol va basar tècniques, també resultat en quantitatively sequedat ocular més baixa després que cirurgia. La quantitat de corneal hazing després que la cirurgia és també decreased amb tècnica de raspall. La plaqueta activating LAU de factor-0901 ha mostrat efecte dins mitigant ull sec dins models de ratolí. Models de conill també han mostrat millora amb factor de creixement de nervi tòpic (NGF) dins combinació amb docosahexaenoic àcid (DHA). Mitomycin C Empitjora correu-ull sec quirúrgic.
PRK may be performed on one eye at a time to assess the results of the procedure and ensure adequate vision during the healing process. Activities requiring good binocular vision may have to be suspended between surgeries and during the sometimes extended healing periods.

### Halos, starbusts i refractive errors
PRK pot ser associat amb enlluernament, halos, i starburst aberracions, els quals poden ocórrer amb postoperative calima corneal durant el procés de guarir. Halos de nit són vists més sovint en revisions amb mida de zona d'ablació petita. Amb desenvolupaments més recents dins tecnologia de làser, això és menys comú després 6 mesos encara que els símptomes poden persistir allèn un any dins alguns casos. Un diluir concentració del chemotherapeutic agent, Mitomycin-C, pot ser aplicat breument a la conclusió de cirurgia per reduir risc de hazing, tot i que amb risc augmentat de sicca.
Predictability Del resultant refractive correcció després de guarir-se no és totalment exacte, particularment per aquells amb miopia més severa. Això pot dirigir a sota/overcorrection del refractive error. En el cas del overcorrection, prematur presbyopia és una possibilitat. Va experimentar els cirurgians empren un algoritme de perfil #fet a més enllà realçar predictability en els seus resultats.
Dins 1 a 3% de casos, pèrdua d'acuïtat visual corregida millor (BCVA) pot resultar, a causa de decentered zones d'ablatiu o altres complicacions quirúrgiques. PRK resulta dins va millorar BCVA aproximadament dues vegades tan sovint mentre causa pèrdua. Decentration Està esdevenint cada vegada menys d'un problema amb làsers més moderns que utilitzen l'ull sofisticat que centra i seguint mètodes.

## Comparació a LASIK
Una revisió sistemàtica que va comparar PRK i LASIK van concloure que LASIK té temps de recuperació més curta i menys dolor. Les dues tècniques després d'un període d'un any té resultats similars.
A 2016 systematic review found that it was unclear whether there were any differences in efficacy, accuracy, and adverse effects when comparing PRK and LASEK procedures among people with low to moderate myopia. The review stated that no trials have been conducted comparing the two procedures on people with high myopia.
Una 2017 revisió sistemàtica incertesa trobada en acuïtat visual, però trobat que dins un estudi, aquells rebent PRK era menys probable d'aconseguir un refractive error, i era menys probable de tenir un per damunt-correcció que comparat a LASIK.

## Tipus
- LASEK
- L'alcohol va assistir PRK
- Transepithelial PRK (TransPRK)
- ASA (Ablació de Superfície Avançada) LASEK

Usos Amoils el raspall i el gas que refreden per reduir el dolor
- M-LASEK

Uses mitomycin in an attempt to reduce post-operative haze but is of dubious effectiveness. Possible long-term side effects are unknown.

## Pilots
The U.S. Federal Aviation Administration will consider applicants with PRK once they are fully healed and stabilized, provided there are no complications and all other visual standards are met. Pilots should be aware, however, that potential employers, such as commercial airlines and private companies, may have policies that consider refractive surgery a disqualifying condition. Also, civilians who wish to fly military aircraft should know that there are restrictions on those who have had corrective surgery. The Army now permits flight applicants who have undergone PRK or LASIK. Uncomplicated, successful corneal refractive surgery does not require a waiver and is noted as information only.
L'Armada i Marines routinely concedir un waiver pels pilots o l'estudiant navals aviators, així com agents de vol naval, operadors d'UAS i aircrew, per volar després de PRK i LASIK, assumint preoperative refractive els estàndards són coneguts, cap complicació en el procés de guarir va ser trobada, asymptomatic amb relació a significatiu haloes, enlluernament o ull sec, fora totes les medicacions, i passant les seves proves de visió estàndards. Dins un estudi, 967 de 968 naval aviators tenint PRK retornat al deure que implica vol després del procediment. De fet, l'Armada dels EUA ara ofereix LASIK i PRK #lliure cirurgia al Centre Mèdic Naval Nacional a Acadèmia Naval Midshipmen que pretén perseguir camins de carrera que requereixen bo uncorrected visió, incloent escola de vol i les operacions especials que entrenen.
La Força d'Aire dels EUA aprova l'ús de PRK i LASIK. De llavors ençà 2000 l'USAF té va conduir PRK per aviators al Wilford Sala Centre Mèdic. Més airmen va ser permès sobre els anys i dins 2004 l'USAF va aprovar Lasik per aviators, amb límits en el tipus d'aeronaus podrien volar. Llavors dins 2007 aquells límits eren lifted. Més recentment dins 2011 l'USAF va expandir el programa, fent-lo més fàcil per més airmen per qualificar per la cirurgia. Actual airmen (Aire i Deure Actiu Components de Reserva que són elegible) és autoritzat cirurgia a qualsevol DOD Refractive Centre de Cirurgia. Aquells airmen no elegible, és quiet capaç d'aconseguir la cirurgia feta a la seva despesa pròpia per un cirurgià de civil, però primer ha de ser aprovat (l'aprovació és basada en el mateix USAF-programa de RS). Altres que no cauen a aquelles categories (i.e. sol·licitants que estan buscant un pilot slot) encara pot elegir per tenir la cirurgia feta, però ha de seguir els criteris d'acord amb l'USAF Waiver Guia. Aquells sol·licitants seran avaluats a l'ACS durant la seva cita d'Exploració de Vol Mèdica per determinar si coneixen waiver criteris.
En la majoria de pacients, PRK ha provat per ser un procediment segur i eficaç per la correcció de miopia. PRK encara està evolucionant amb altres països actualment utilitzant tècniques refinades i procediments alternatius. Molts d'aquests procediments són sota investigació en els EUA Donats que PRK no és reversible, un pacient considerant PRK és recomanat per contactar un ull-practicant de cura per assistència dins fent una decisió informada respecte dels beneficis potencials i responsabilitats que poden ser específic a ell o li.

## Military
In the U.S.A. candidates who have had PRK can get a blanket waiver for the Special Forces Qualification, Combat Diving Qualification and Military Free Fall courses. PRK and LASIK are both waived for Airborne, Air Assault and Ranger schools. However, those who have had LASIK must enroll in an observational study, if a slot is available, to undergo training in Special Forces qualification. LASIK is disqualifying/non-waiverable for several United States Army Special Operations Command (USASOC) schools (HALO, SCUBA, SERE) per Army Regulation 40-501.

## Història
El primer procediment de PRK va ser actuat dins 1987 per Theo Seiler, llavors al Centre Mèdic Universitari Lliure dins Berlín, Alemanya. El primer procediment similar a LASEK va ser actuat a Ull de Massachusetts i Infermeria d'Orella dins 1996 per oftalmologista, refractive cirurgià, Dimitri Azar. Massimo Camellin, un cirurgià italià, era el primer per escriure una publicació científica sobre la tècnica quirúrgica nova dins 1998, encunyant el LASEK de terme per làser epithelial keratomileusis.